# Hellerup
För andra betydelser, se Hellerup (olika betydelser).

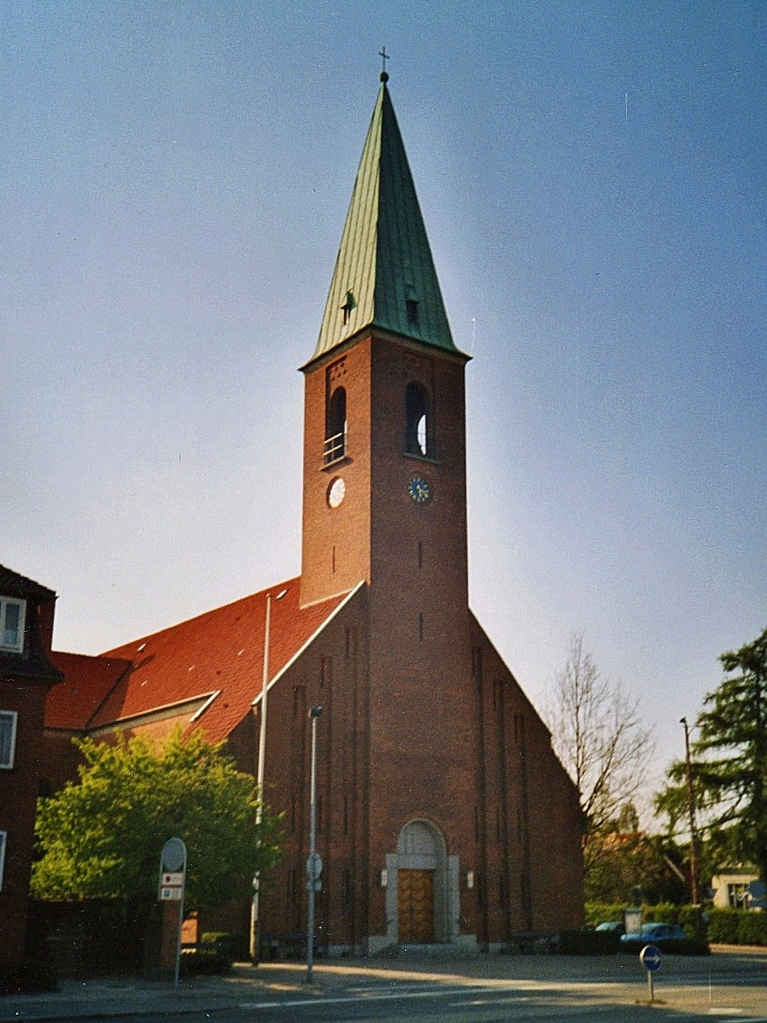
Hellerups kyrka

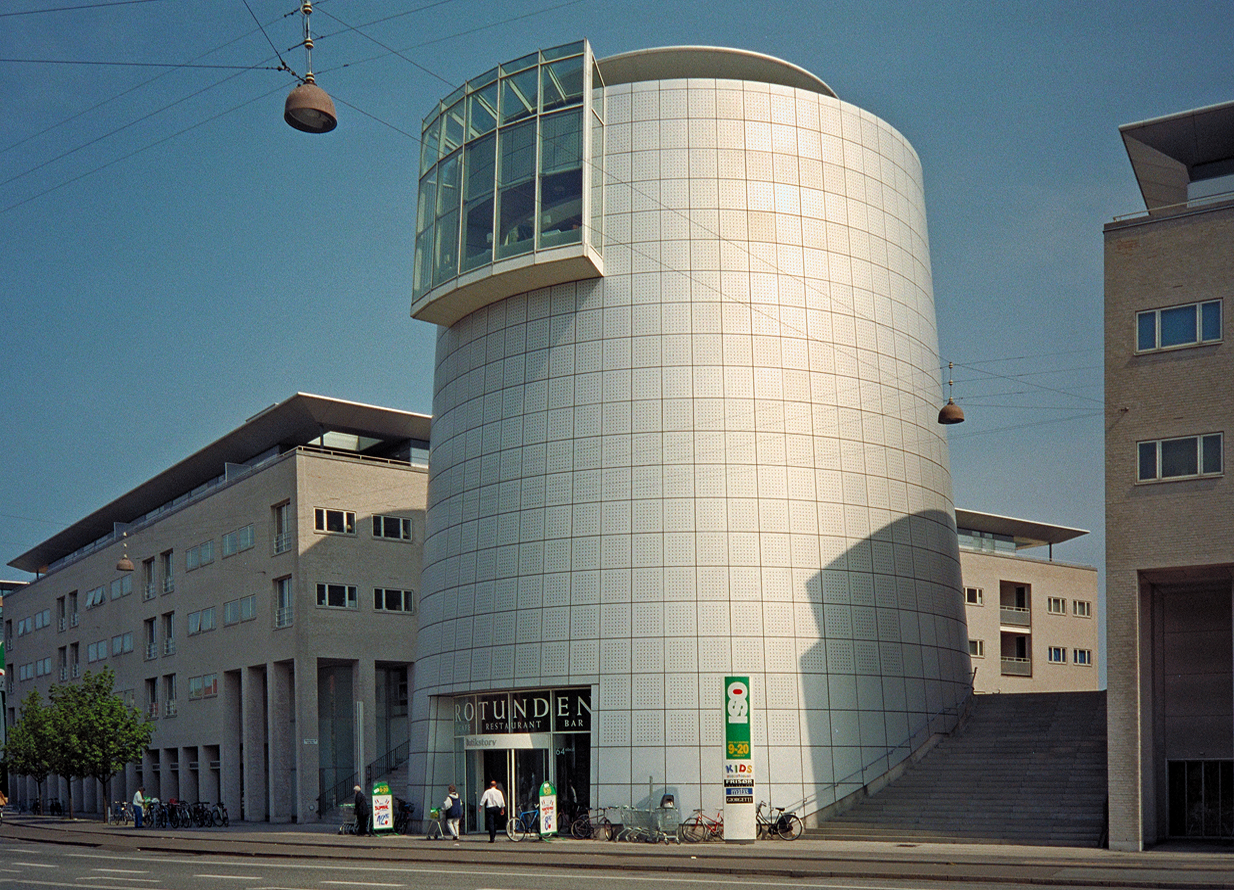
Rotunden på Strandvejen i Hellerup (2000)

Hellerup är en kommundel i Gentofte kommun, Danmark, vid Öresund omedelbart norr om Köpenhamn, söder om Charlottenlund.
Hellerups station öppnades 1863 och är en viktig järnvägsstation för S-tågen. Sedan 1863 trafikeras Hellerups station av tåg på järnvägen Nordbanen och sedan 1897 av tåg på Kystbanen. Hellerup är ett av de områden i Danmark med högst medelinkomst.
Den innerstadsliknande huvudgatan heter Strandvejen och är en fortsättning på Østerbrogade, huvudstråket genom Østerbro. I Hellerup ligger bland annat hamnen Tuborg Havn, som under många år hade färjeförbindelse med Landskrona. I övrigt domineras området av mer eller mindre stora villor, samt viss nyare hyreshusbebyggelse i hamnområdet.
I Hellerup finns bland annat Experimentarium och Tuborgflasken.